# Heteroerythrops microps
Heteroerythrops microps is een aasgarnalensoort uit de familie van de Mysidae. De wetenschappelijke naam van de soort is voor het eerst geldig gepubliceerd in 1966 door Murano.